# 寝屋川郵便局
寝屋川郵便局（ねやがわゆうびんきょく）は、大阪府寝屋川市にある郵便局。民営化前の分類では集配普通郵便局であった。

## 概要
住所：〒572-8799 大阪府寝屋川市初町4-5

### 併設施設
- ゆうちょ銀行寝屋川店（大阪支店寝屋川出張所）：取扱店番号410530

## 沿革
- 1911年（明治44年）6月16日 - 寝屋川郵便局（三等）として開設[1]。
- 1960年（昭和35年）7月18日 - 電話交換事務および電報配達事務の取扱を寝屋川電報電話局に移管[2]。
- 1960年（昭和35年）10月16日 - 特定郵便局から普通郵便局に局種別改定。
- 1967年（昭和42年）10月30日 - 寝屋川市早子町から、同市初町に局舎を新築、移転。
- 1998年（平成10年）9月1日 - 外国通貨の両替および旅行小切手の売買に関する業務取扱を開始。
- 2007年（平成19年）10月1日 - 民営化に伴い、併設された郵便事業寝屋川支店、ゆうちょ銀行寝屋川店に一部業務を移管。
- 2012年（平成24年）10月1日 - 日本郵便株式会社発足に伴い、郵便事業寝屋川支店を寝屋川郵便局に統合。

## 取扱内容

### 寝屋川郵便局
- 郵便、印紙、ゆうパック、内容証明
- 生命保険、バイク自賠責保険、がん保険、引受条件緩和型医療保険
- 「572-00xx」「572-08xx」区域（寝屋川市全域）の集配業務
- ゆうゆう窓口

### ゆうちょ銀行寝屋川店
- 貯金、貸付、為替、振替、振込、国際送金、外貨両替、トラベラーズチェック、国債、投資信託、変額年金保険
- ATM

## 周辺
- 寝屋川市役所
- 寝屋川市民会館
- 大阪電気通信大学寝屋川キャンパス
- 大阪府立寝屋川高等学校
- 寝屋川市立中央小学校

## アクセス
- 京阪本線 寝屋川市駅から徒歩約11分
- 京阪バス 秦八丁停留所下車
- 第二京阪道路 寝屋川北ICから西へ約3km、寝屋川南ICから北へ約2km
- 国道170号 秦八丁交差点西へすぐ
- 駐車場あり：12台